# Mina canta in inglese
Mina canta in inglese è una raccolta della cantante Mina, pubblicata in Italia nel 1995 dall'etichetta discografica Carosello Records.

## Il disco
Come l'antologia successiva, riunisce rimasterizzati in un unico CD i principali successi della cantante nella lingua del paese di riferimento, evidenziato in copertina dai colori della nazione nei caratteri cubitali del nome dell'artista e dal titolo.
Le tracce sono versioni originali di autori di lingua inglese, 3 soltanto le traduzioni di brani italiani:
- This World We Love In di Il cielo in una stanza
- You're Tired of Me di Mi vuoi lasciar
- Young at Love di Non so resisterti

brano già inciso da Caterina Valente sul singolo Non so resisterti/Sai nel 1961 e mai cantato da Mina in italiano.
Curioso il testo di Lassame/Let Me Go con la prima metà in napoletano e la seconda in inglese.
Tranne Makin' Love, tutte le tracce sono reperibili anche nell'antologia in 6 CD Ritratto: I singoli Vol. 1 e Vol.2.

## Inediti
- Splish Splash

Inedito su CD, già pubblicato sull'album LP Summertime nel 1985.
- My True Love

Edizione breve (durata 2:16), prima pubblicata solo sul singolo My True Love/Passion Flower del 1959.
In Ritratto: I singoli Vol. 1 è presente la take 2 (durata 2:21).
- This World We Love In

Versione extended (durata 2:52) in lingua inglese del brano Il cielo in una stanza, appare per la prima volta in Italia in questa raccolta, con in copertina il titolo in italiano anziché quello in inglese. Era già stata pubblicata nel Regno Unito sul singolo This World We Love In/Please Don't Leave Me nel 1960.
La versione in inglese di durata 2:20 si trova solo in un singolo pubblicato nel 1960 negli USA, anche come promo, e poi ristampato nel 1961.
- You're Tired of Me

Edizione in inglese di Mi vuoi lasciar, finora inedita in Italia. Come per il brano precedente la copertina della raccolta mostra il titolo in italiano. Già pubblicata nel 1960 con il titolo errato Please Don't Leave Me come lato B del singolo UK sopra citato.

## Tracce
1. Be Bop a Lula – 2:49 – da L'album di Mina, 1983
2. Makin' Love – 1:55 – da Mina Export Vol. 2, 1986
3. Summertime – 3:55 – da Moliendo café, 1962
4. Venus – 2:43 – da L'album di Mina, 1983
5. Dance Darling Dance – 2:00 – da Mina Export Vol. 2, 1986
6. Splish Splash – 2:03 – Inedito su CD
7. Give Me a Boy – 2:07 – da Mina rarità, 1989
8. Julia – 2:18 – da Mina Export Vol. 2, 1986
9. When – 2:16 – da Una Mina fa, 1987
10. My True Love – 2:16 – Inedito su album
11. Passion Flower – 1:44 – da L'album di Mina, 1983
12. Lassame / Let Me Go – 2:20 – da Mina canta Napoli, 1966[5]
13. This World We Love In (Il cielo in una stanza) (extended) – 2:52 (testo: Don Raye – musica: Gino Paoli; edizioni musicali Fama) – Inedito
14. Pretend That I'm Her – 2:51 – da Mina Export Vol. 1, 1986
15. You're Tired of Me (Mi vuoi lasciar) – 2:55 (testo: Don Raye – musica: Mansueto De Ponti; edizioni musicali S. Cecilia) – Inedito
16. Just Let Me Cry – 2:18 – da Mina Export Vol. 1, 1986
17. Talk About Me – 2:13 – da Mina Export Vol. 2, 1986
18. Young at Love (Non so resisterti) – 2:11 – da Mina Export Vol. 1, 1986
19. Goodbye Is a Lonesome Sound – 2:23 – da Mina Export Vol. 2, 1986
20. Slowly – 2:02 – da L'album di Mina, 1983
21. My Crazy Baby – 2:35 – da Tintarella di luna, 1960
22. The Diary – 2:13 – da Mina rarità, 1989